# Fublaines
Fublaines är en kommun i departementet Seine-et-Marne i regionen Île-de-France i norra Frankrike. Kommunen ligger i kantonen Meaux-Sud som tillhör arrondissementet Meaux. År 2022 hade Fublaines 1 381 invånare.

## Befolkningsutveckling
Antalet invånare i kommunen Fublaines
| Referens: INSEE |